# 刘锦平
刘锦平（1918年—2003年），江西瑞金人，中国人民解放军将领、中国人民解放军少将。
1958年，接替吴富善，担任广州军区空军政治委员。1962年，由龙道权接任。1955年，授中国人民解放军少将军衔。